# Campanula goulimyi
Campanula goulimyi är en klockväxtart som beskrevs av William Bertram Turrill. Campanula goulimyi ingår i släktet blåklockor, och familjen klockväxter. Inga underarter finns listade i Catalogue of Life.